# Occidentalia comptulatalis
Occidentalia comptulatalis är en fjärilsart som beskrevs av George Duryea Hulst 1886. Occidentalia comptulatalis ingår i släktet Occidentalia och familjen Crambidae. Inga underarter finns listade i Catalogue of Life.